# Неделинска река
Неделинска река (старо име Узундере) е река в Южна България, област Смолян, общини Мадан, Неделино и Златоград и област Кърджали, община Кирково, ляв приток на Върбица. Дължината ѝ е 24 km. Отводнява южните части на рида Жълти дял и югозападните склонове на Устренски рид в Западните Родопи.
Неделинска река извира на 1194 m н.в., на 300 m североизточно от връх Карабунар в рида Жълти дял на Западните Родопи. До село Крайна тече на югоизток, а след това до устието си на юг, в дълбока, слабозалесена долина. Влива се отляво в река Върбица, на 379 m н.в., на 900 m югозападно от село Пресека, община Кирково.
Реката има широк, силноразчленен и слабозалесен водосборен басейн, като площта му е 135 km2, което представлява 11,2% от водосборния басейн на река Върбица.
Основни притоци: → ляв приток, ← десен приток
- ← Мързянска река
- ← Омарев дол
- → Мъзълска река (Тикалска река, най-голям приток)
- → Припекска река
- → Дилфилидере
- ← Соломон дере

Главния и приток е Мъзълска река (Тикалска река), която извира от подножието на връх Аладаг. Преминава през село Гърнати, където в края на селото приема приток от съседното с. Бурево. Долината на реката е скалиста, с много водопади и прагове, намиращи се в Гърнати.
Неделинска река е основно с дъждовно подхранване, като максимумът е през месец януари, а минимумът – август-септември. Средногодишният отток при устието 3 m3/s. Неделинска река е една от най-поройните реки в цяла България, като неведнъж през последните 20-ина години е причинявала наводнения в района на град Неделино.
По течението на реката в Община Неделино са разположени град Неделино и село Крайна
Водите на реката частично се използват за напояване в района на Неделино.

## Топографска карта
- Лист от карта K-35-87. Мащаб: 1 : 100 000.